# Marco Polobrug

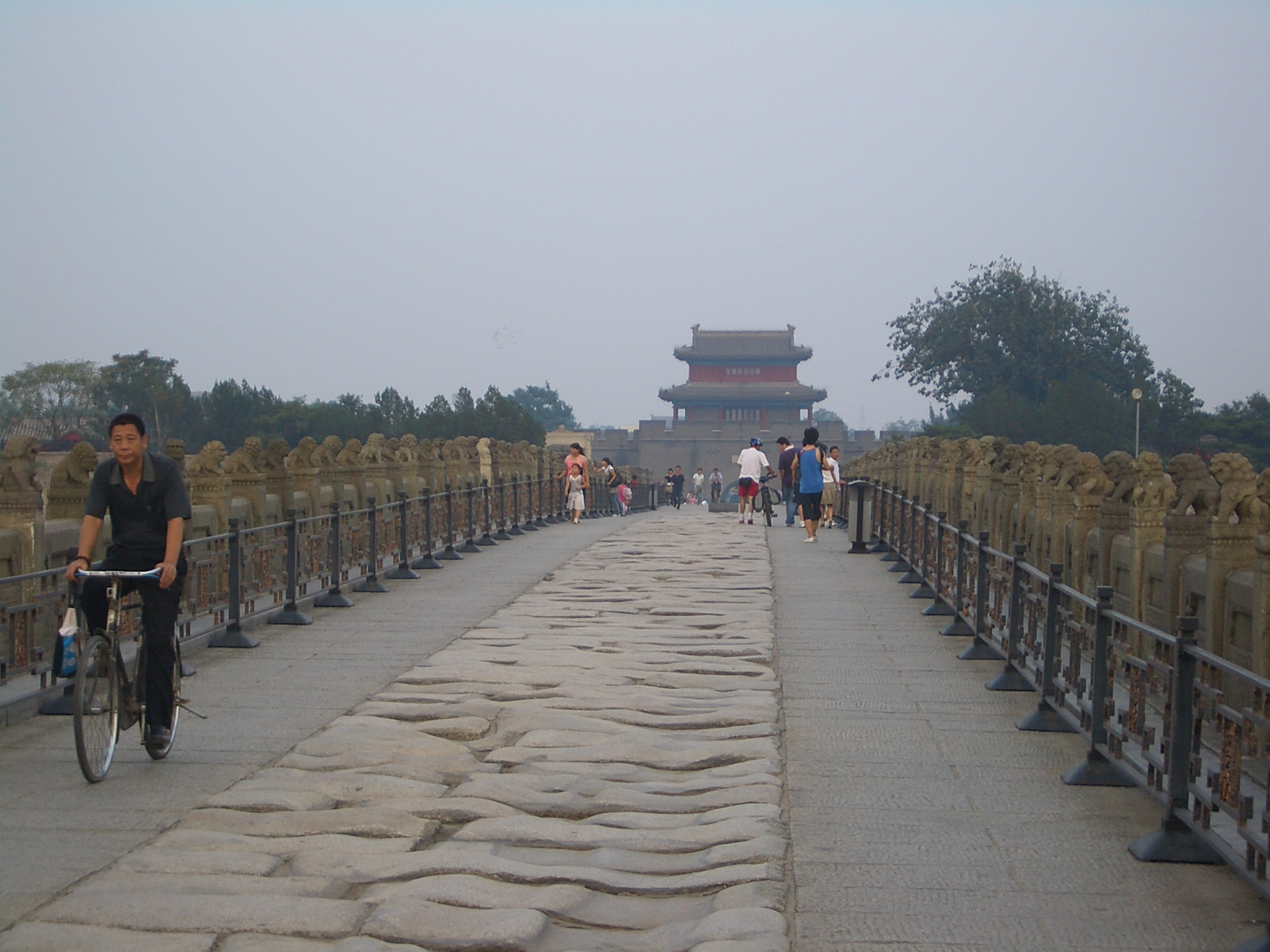
De brug en op de achtergrond de poort naar Fort Wanping

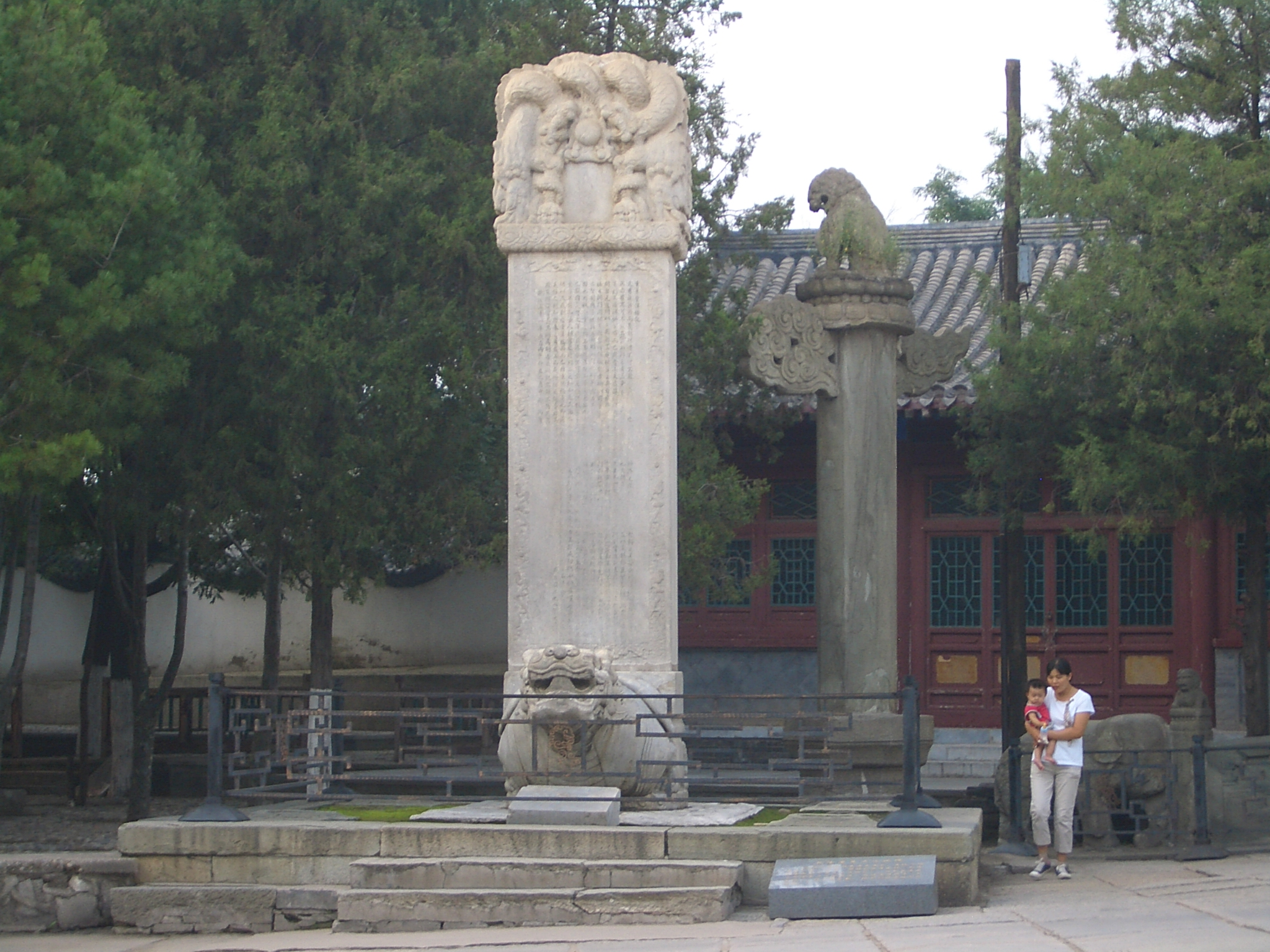
De stele van keizer Qianlong

De Marco Polobrug of Lugoubrug is een oude natuurstenen brug op zo’n 15 kilometer ten zuidwesten van het centrum van de hoofdstad Beijing. De brug ligt over de Yongding, een zijrivier van de Hai. De brug is 235 meter lang en op de oostoever ligt het Fort Wanping. 
De Chinezen kennen hem als Lugoubrug. Lugou is de oude naam van de Yongding. Veel water wordt uit de rivier onttrokken en soms staat er geen water onder de brug.
De brug is bekend geworden in het reisverslag van Marco Polo uit de 13e eeuw en door een incident op 7 juli 1937 dat leidde tot de Tweede Chinees-Japanse Oorlog (1937-1945). 
De oorspronkelijke brug kwam in 1192 gereed. Door een grote overstroming is de brug vernietigd en hij werd in 1698 herbouwd in de Qing-dynastie tijdens het bewind van keizer Kangxi. 
Na de oorlog werd de brug hersteld en geasfalteerd. Het werd intensief gebruikt tot in 1971 een tweede verkeersbrug in de nabijheid werd geopend voor het wegverkeer. Na de bouw van een autosnelweg in 1985 werd de Marco Polobrug gesloten voor motorvoertuigen. Een jaar later werd het asfalt verwijderd en de brug gerestaureerd. De brug is een toeristische attractie.
De brug bestaat uit 11 halfronde bogen die op 10 pijlers rusten in de rivier. Voor de bescherming van de pijlers liggen stroomopwaarts aan de voet hiervan driehoekige ijzeren platen. Deze liggen onder water waardoor er geen zuurstof bij kan komen en roestvorming wordt voorkomen. Op de reling staan honderden beelden van leeuwen. Bij de bouw waren het er 627, maar een aantal hiervan zijn in de loop der tijd verdwenen. De beelden zijn uniek. Aan het begin en einde van de brug staat een stele, aan beide oevers dus een. Ze zijn 4,65 meter hoog. Eén stele staat op een stenen schildpad en vermeldt de reconstructie van de brug door Kangxi in 1698. De andere stele draagt een kalligrafie van keizer Qianlong, een kleinzoon van Kangxi, en luidt "Ochtendmaan over Lugou".